# Cappel (Francja)
Cappel – miejscowość i gmina we Francji, w regionie Grand Est, w departamencie Mozela.
Według danych na rok 1990 gminę zamieszkiwały 714 osoby, a gęstość zaludnienia wynosiła 120 osób/km² (wśród 2335 gmin Lotaryngii Cappel plasuje się na 478. miejscu pod względem liczby ludności, natomiast pod względem powierzchni na miejscu 925.).